# Traité de Lalla Maghnia
 (décembre 2014).
Si vous disposez d'ouvrages ou d'articles de référence ou si vous connaissez des sites web de qualité traitant du thème abordé ici, merci de compléter l'article en donnant les références utiles à sa vérifiabilité et en les liant à la section « Notes et références ».
Traité de Tanger (10 septembre 1844) Traité d'Ifrane (15 janvier 1969)
Le traité de Lalla-Maghnia (ou Lalla-Marnia) est un traité signé à Maghnia (anc. Marnia) le 18 mars 1845 (9 Rabia al awal 1261) par le comte de La Rüe, pour la France, et le sid Ahmida ben Ali, pour le Maroc. Il fixe la frontière entre le Maroc et l'Algérie française, dans la zone tellienne.

## La frontière
L'article 1 stipule que les deux plénipotentiaires sont convenus que les frontières qui existaient autrefois entre la régence d'Alger et le Maroc seront les mêmes entre l'Algérie française et le Maroc.
Celle-ci est déterminée dans l'article 3 sur environ 140 km entre la côte méditerranéenne et le col du Teniet-el-Sassi, dans l'Atlas tellien.
L'article 4 détermine plus au sud, dans le secteur des hauts-plateaux, non plus la frontière, mais la souveraineté de chaque puissance sur diverses tribus ou fractions de tribu :
- les M'beia, les Beni-Guil, les Hamyan-Djenba, les Eumour-Sahara et les Ouled Sidi Cheikh el-Gharaba dépendent du Maroc ;
- les Ouled Sidi Cheikh el-Cheraga et les Hamyan (les Hamyan-Djenba exceptés), de l'Algérie.

Enfin, l'article 5 détermine encore plus au sud, les kessours (villages du désert) sont également désignés selon leur appartenance à l'un des deux pays :
- Les Kessours qui appartiennent au Maroc sont ceux de Ich (Yiche) et de Figuig;
- Les Kessours qui appartiennent à l’Algérie sont : Aïn-Sefra, Sfissifa, Assela, Tiout, Chellala, El-Abiodh et Boussemghoun